# Rothsay (Minnesota)
Rothsay – miasto w Stanach Zjednoczonych, w stanie Minnesota, w hrabstwie Otter Tail.